# San Cristóbal (Tlacoachistlahuaca)
San Cristóbal es una localidad del estado mexicano de Guerrero. Es parte del municipio de Tlacoachistlahuaca.

## Toponimia
El nombre «San Cristóbal» hace referencia al santo patrono de la localidad: Cristóbal de Licia.

## Demografía
| Gráfica de evolución demográfica |
|                                  |

| Censo | Población |
| ----- | --------- |
| 1900  | 578       |
| 1910  | 714       |
| 1921  | 558       |
| 1930  | 588       |
| 1940  | 649       |
| 1950  | 580       |
| 1960  | 618       |
| 1970  | 746       |
| 1980  | 1 169     |
| 1990  | 1 222     |
| 2000  | 1 349     |
| 2010  | 1 297     |
| 2020  | 1 373     |